# Djupedala
Djupedala är en bebyggelse vid södra änden av Gravsjön i Lindome socken i Mölndals kommun. Från 2015 avgränsar SCB här en småort.